# Podbrezová

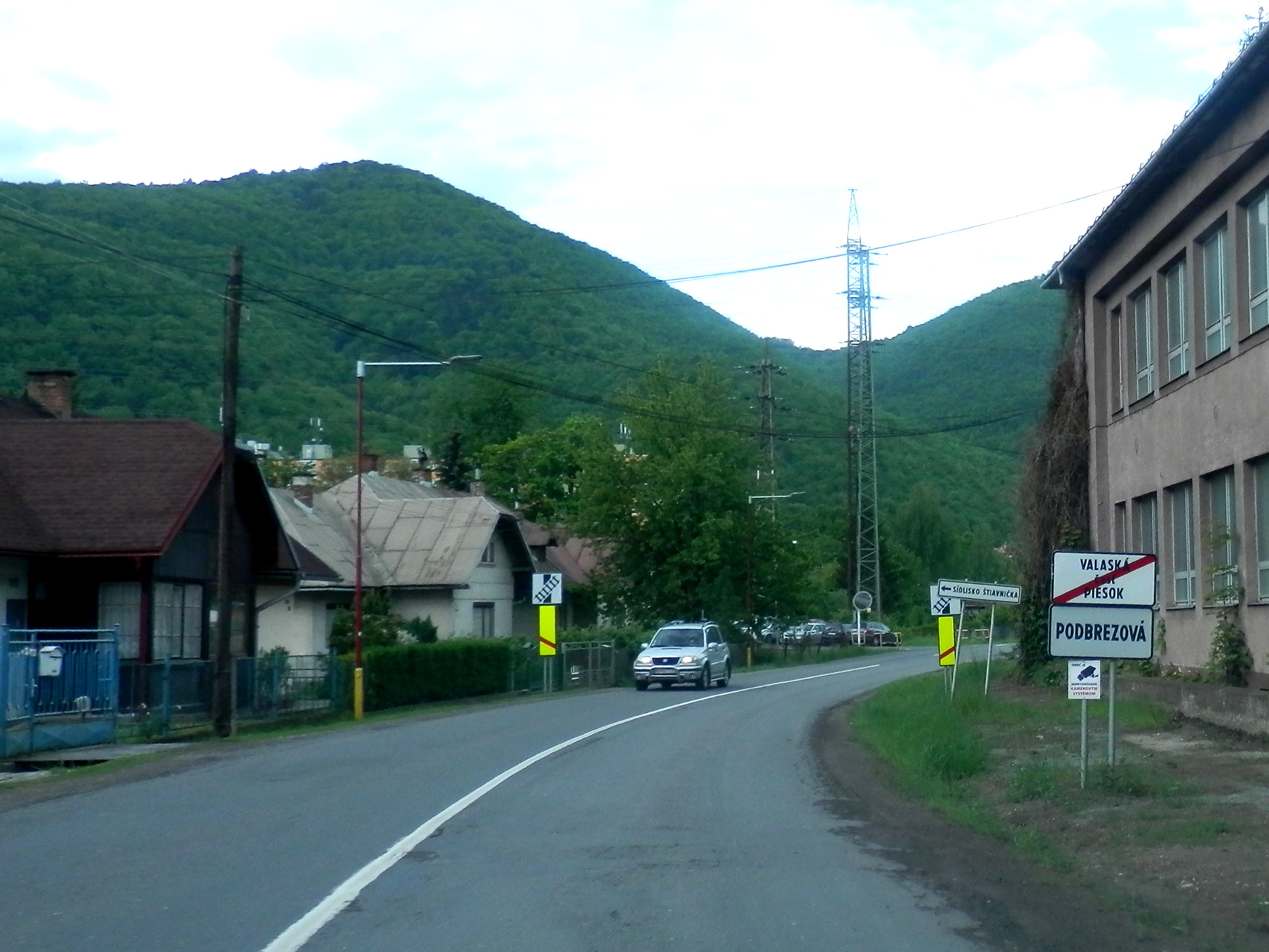

Podbrezová es un municipio del distrito de Brezno, en la región de Banská Bystrica, Eslovaquia. Tiene una población estimada, a fines de 2023, de 3503 habitantes. 
Se encuentra ubicado al noreste de la región, cerca del curso alto del río Hron —un afluente izquierdo del Danubio— y de la frontera con las regiones de Žilina y Prešov.

## Demografía
| Año        | 1994 | 2004    | 2014    | 2024     |
| ---------- | ---- | ------- | ------- | -------- |
| Población  | 4178 | 4171    | 3965    | 3470     |
| Diferencia |      | −0,16 % | −4,93 % | −12,48 % |

| Año        | 2023 | 2024    |
| ---------- | ---- | ------- |
| Población  | 3503 | 3470    |
| Diferencia |      | −0,94 % |